# Neblinaea
Neblinaea là một chi thực vật có hoa trong họ Cúc (Asteraceae).

## Loài
Chi Neblinaea gồm các loài: